# Dziwna para (serial telewizyjny)
The Odd Couple – amerykański serial telewizyjny (sitcom), wyprodukowany przez CBS Television Studios. Serial jest adaptacją sztuki teatralnej Dziwna para autorstwa Neila Simona. Producentem wykonawczym jest Matthew Perry. Serial był emitowany od 19 lutego 2015 roku do 30 stycznia 2017 roku przez CBS
11 maja 2015 roku, stacja CBS zamówiła oficjalnie 2 sezon serialu.
16 maja 2016 roku, stacja CBS ogłosiła zamówienie 3 sezonu
15 maja 2017 roku, stacja CBS ogłosiła zakończenie produkcji serialu po trzech sezonach
W Polsce serial jest dostępny w usłudze Seriale+ na platformie nc+ od 8 czerwca 2015 roku.
W polskiej telewizji serial jest emitowany od 16 sierpnia 2015 roku przez Canal+ Family.

## Fabuła
Serial opowiada o dwóch współlokatorach Oskarze Madisonie i Feliksie Ungerze, którzy zupełnie nie pasują do siebie. Oskar jest typem bałaganiarza, natomiast Feliks jest dobrze wychowanym dziwakiem.

## Obsada

### Główna
- Matthew Perry jako Oscar Madison
- Thomas Lennon jako Felix Unger[6]
- Lindsay Sloane jako Emily[7]
- Wendell Pierce jako Teddy[8]
- Yvette Nicole Brown jako Dani, asystentka Oscara[9]

### Role drugoplanowe
- Lauren Graham jako Gaby, była żona Oscara
- Leslie Bibb jako Casey, siostra Emily, profesjonalna modelka[10]
- Geoff Stults jako Murph[11]
- Regis Philbin jako Subway Flasher
- Teri Hatcher jako Charlotte, samotna matka(sezon 2)[12]
- Garry Marshall jako ojciec Oscara(sezon 2)[13]

## Odcinki
| Sezon | Sezon | Odcinki | Oryginalna emisja CBS | Oryginalna emisja CBS | Oryginalna emisja nSeriale | Oryginalna emisja nSeriale | Oryginalna emisja nSeriale |
| Sezon | Sezon | Odcinki | Premiera sezonu       | Finał sezonu          | Premiera sezonu            | Finał sezonu               |                            |
| ----- | ----- | ------- | --------------------- | --------------------- | -------------------------- | -------------------------- | -------------------------- |
|       | 1     | 12      | 19 lutego 2015        | 14 maja 2015          | 8 czerwca 2015             | 24 sierpnia 2015           |                            |
|       | 2     | 13      | 7 kwietnia 2016       | 23 maja 2016          | 1 czerwca 2016             | 24 sierpnia 2016           |                            |
|       | 3     | 13      | 17 października 2016  | 30 stycznia 2017      | 1 maja 2017                | nieemitowany               |                            |

## Produkcja
10 maja 2014 roku, CBS zamówiła serial na sezon telewizyjny 2014/15, który był wyemitowany w midseasonie